# Pterolebias phasianus
Pterolebias phasianus är en fiskart som beskrevs av Costa, 1988. Pterolebias phasianus ingår i släktet Pterolebias och familjen Rivulidae. Inga underarter finns listade i Catalogue of Life.